# Sajjad H. Rizvi
Sajjad H. Rizvi (Urdu سجاد حیدر رضوی) ist ein zeitgenössischer britischer Islamwissenschaftler, Historiker, Hochschullehrer und eine Persönlichkeit des zwölferschiitischen Islams im Vereinigten Königreich. Väterlicherseits stammt er aus einer Familie von Razavi Sayyids, ursprünglich aus Chorasan, die sich in Nordindien niederließen.

## Leben und Wirken
Sajjad H. Rizvi lehrt islamische Geistesgeschichte (Islamic intellectual history) an der Universität Exeter (University of Exeter. Institute of Arab and Islamic Studies). Er studierte 1991–1994 moderne Geschichte am Oxforder College Christ Church (B.A.), studierte 1994–1996 in Oxford Modern Middle East Studies (MPhil, mit einer Abschlussarbeit über Philosophie im kadscharischen Iran des 19. Jh.) und promovierte im Jahre 2000 am Pembroke College (Cambridge) mit einer Arbeit über die Philosophie des Mulla Sadra. Er lehrte an den Universitäten Cambridge und Bristol. Er ist auf islamisches Denken im islamischen Osten und auf Koranhermeneutik spezialisiert
Er ist einer der Fellows des  Königlichen Aal al-Bayt Instituts für islamisches Denken (Royal Aal Al-Bayt Institute for Islamic Thought).
Er verbrachte ein Postdoc-Jahr als erster Stipendiat (fellow) in der neuen Quranic Studies Unit am Institute of Ismaili Studies in London.

## Publikationen (Auswahl)
- The Spirit and the Letter: Approaches to the Esoteric Interpretation of the Qurʾan (2016, ed. with Annabel Keeler)
- Mulla Sadra and the Later Islamic Philosophical Tradition (2010)
- Mulla Sadra and Metaphysics: Modulation of Being (2009)
- An Anthology of Qurʾanic Commentaries Volume I: On the Nature of the Divine (2008, ed. with Feras Hamza and Farhana Mayer)
- Mulla Sadra Shirazi: His Life, Works and Sources for Safavid Philosophy (2007)
- (co-editor) An Anthology of Qur'anic Commentaries, co-edited with Dr. Feras Hamza and Farhana Mayer.
- Mullā Ṣadrā: Philosopher of Mystics, Cambridge, 2005

Zur Princeton Encyclopedia of Islamic Political Thought, der Encyclopædia Iranica, der Internet Encyclopedia of Philosophy usw. steuerte verschiedene Beiträge bei, wie z. B.:
- iranicaonline.org: Mollā Ṣadrā Širāzī
- iranicaonline.org: Isfahan School of Philosophy
- Avicenna/Ibn Sina (CA. 980-1037). In: James Fieser, Bradley Dowden (Hrsg.): Internet Encyclopedia of Philosophy.